# Autopista AP-15
Die Autopista AP-15 oder Autopista del Navarra ist eine Autobahn in Spanien. Die Autobahn beginnt in Tudela und endet in Irurzun.

## Streckenverlauf

### Abschnitte
| Position | Kurzbezeichnung | Abschnitt                 | km | Eröffnung |
| -------- | --------------- | ------------------------- | -- | --------- |
| 1        | AP-15           | Irurzun-Berriozar         | 16 | 1980      |
| 2        | A-15            | Umfahrung Pamplona (west) | 16 | 1991      |
| 3        | AP-15           | Noáin-Tafalla             | 35 | 1976      |
| 4        | AP-15           | Tafalla-Castejón          | 45 | 1977      |
| 5        | AP-15           | Castejón-Zufahrt A-68     | 6  | 1978      |

### Streckenführung
| Position | km  | Abschnitt                                               | Anschluss an |
| -------- | --- | ------------------------------------------------------- | ------------ |
| 1        | 1   | Saragossa-Logroño-Bilbao                                | AP-68 E-804  |
| 2        | 6   | Tudela-Saragossa                                        | AP-68 N-232  |
| 3        | 13  | Soria-Madrid                                            | N-113        |
| 4        |     | Marcilla (Mautstelle)                                   |              |
| 5        | 29  | Peralta-Marcilla                                        | NA-128       |
| 6        | 49  | Olite                                                   | N-121        |
| 7        | 50  | Tafalla (süd)-Olite-Saragossa-Madrid                    | N-121        |
| 8        | 56  | Tafalla (nord)-Pueyo-Pamplona                           | N-121        |
| 9        | 69  | Puente la Reina                                         | N-601 A-12   |
| 10       |     | Imárcoain (Mautstelle)                                  |              |
| 11       | 78  | Área de Servicio Imárcoain - Ciudad del Transporte      |              |
| 12       | 79  | Noáin-Beriáin-Saragossa-Madrid                          | N-121        |
| 13       | 80  | Sangüesa-Jaca                                           | A-21         |
| 14       | 83a | Pamplona (Ostumfahrung)-Huarte-Noáin                    | PA-30        |
| 15       | 83b | Pamplona (süd)                                          | PA-31        |
| 16       | 85  | Pamplona-Esquíroz                                       | NA-6001      |
| 17       | 88  | Estella-Logroño                                         | A-12         |
| 18       | 89  | Industriegebiet Landaben-Volkswagen                     | NA-30        |
| 19       | 92  | Orkoien-Arazuri                                         | PA-30        |
| 20       | 97  | Pamplona (nord)-Berriozar-San Sebastián-Vitoria-Gasteiz | PA-34 N-240A |
| 21       |     | Zuasti (Mautstelle)                                     |              |
| 22       | 109 | Aizcorbe-Pamplona                                       | N-240A       |
| 23       | 112 | Alsasua-Vitoria-Gasteiz                                 | A-10         |
| 24       |     | San Sebastián weiter als A-15                           | A-15         |

## Größere Städte an der Autobahn

Straßenschild der Autopista AP-15

- Tudela
- Pamplona
- Irurzun